# 方位

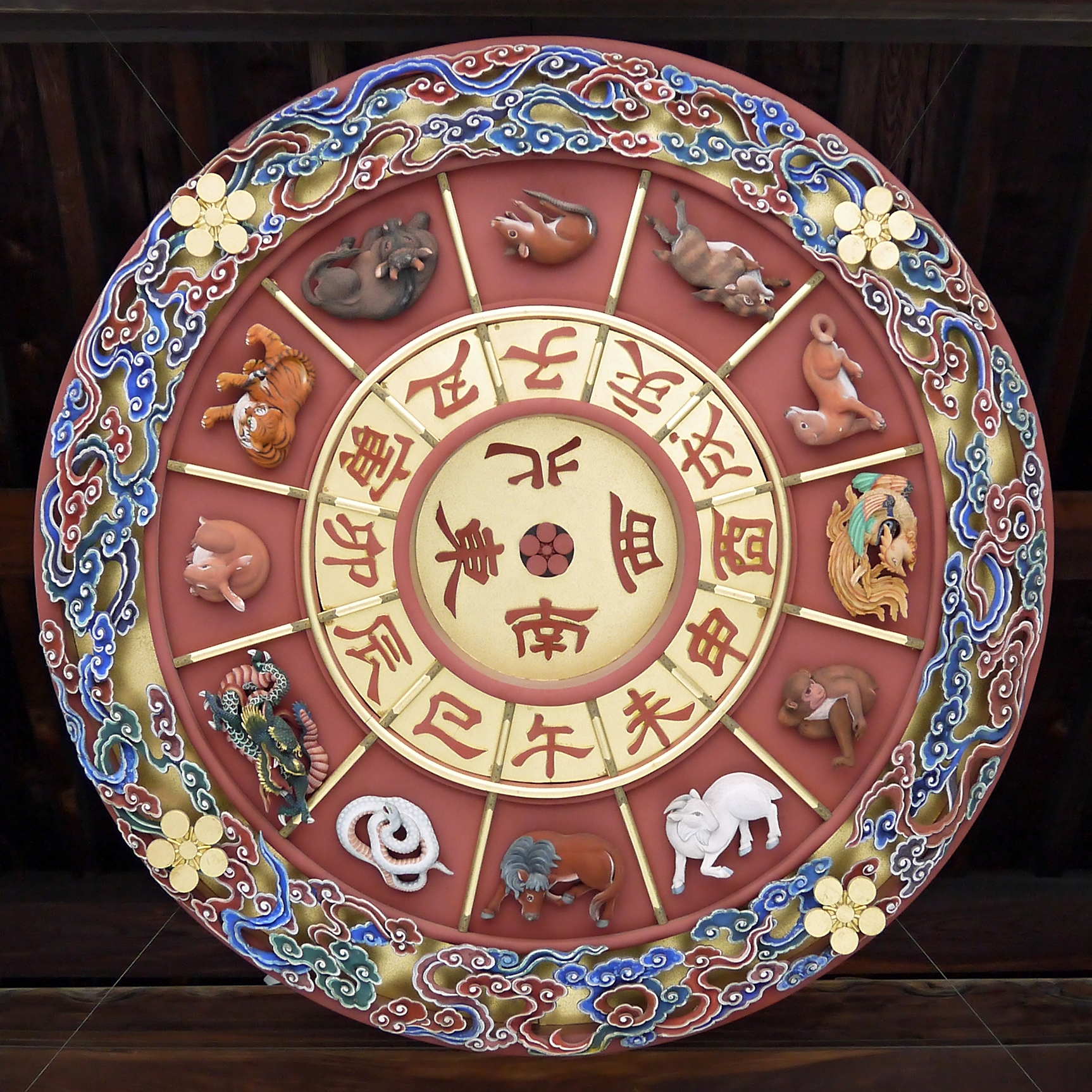
十二支の方位盤（大阪天満宮で撮影）

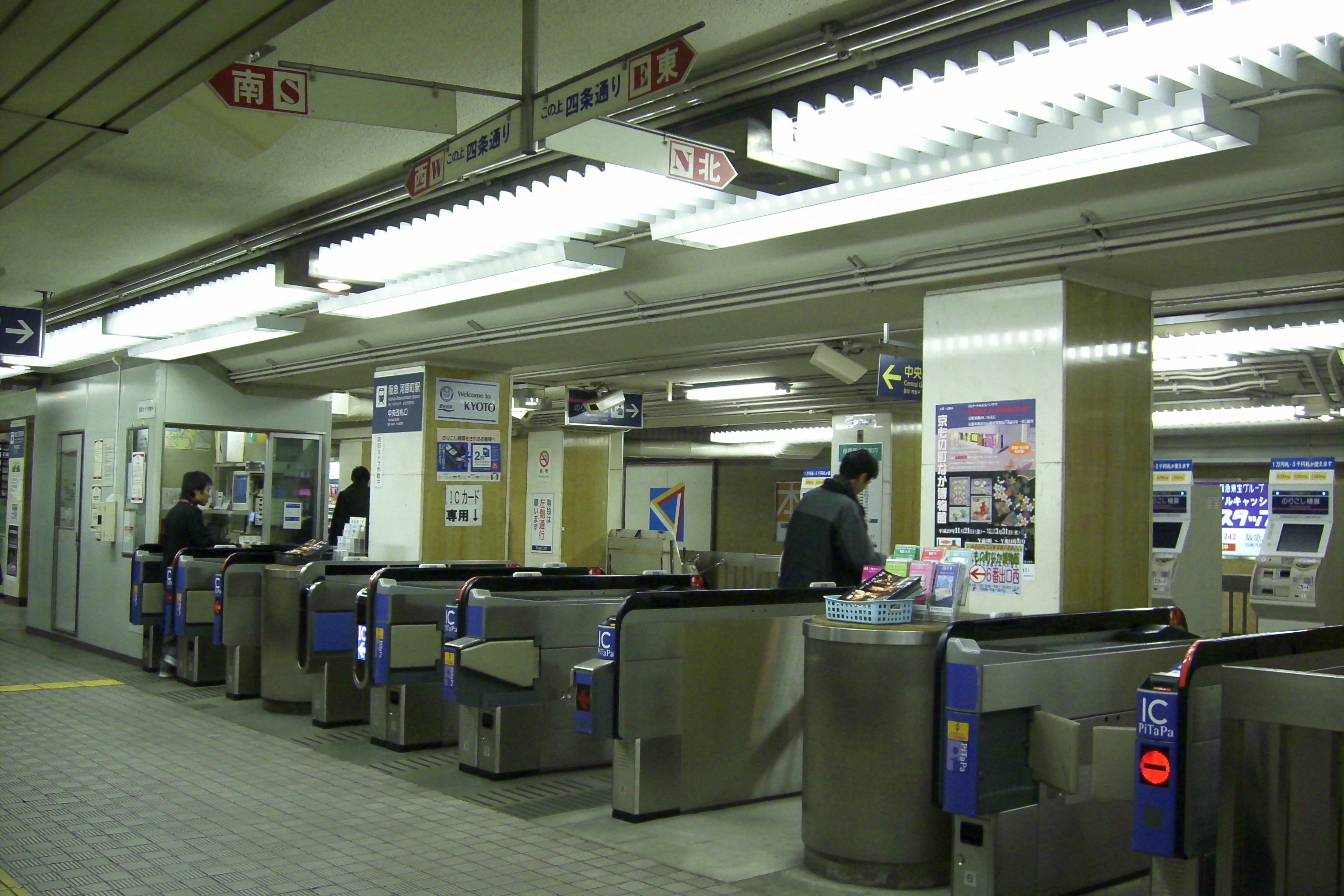
東西南北の案内（阪急京都河原町駅）

方位（ほうい）とは、ある地点における水平面内の方向を、基準となる一定の方向との関係で表した物。または、基準となるべき幾つかの方向に付けた名称である。方角（ほうがく）もほぼ同義である。

## 概説
方位の基準には真の子午線が用いられ、この真の子午線と物標と観測者とを結ぶ線との交角を真方位と呼ぶ。また、このとき観測点の位置を中央と呼ぶ。
- 平面上では、東・西・南・北の4方向を基準として、周角を8等分、16等分した物が用いられる。
- 立体上では、東・西・南・北・天・地の6方向が基準である。

例えば観測者がある物標に正対した状態において、観測点と物標とを結ぶ直線から右へ22°30′の角度で観測点から北方向への子午線が交差しているとき、その物標は観測者から見て北北西の位置に存在することになる。

## 方位の測定
方位の測定には方位磁針が用いられる。ただし、方位磁針の示す北は真北ではなく磁北であり（真北と磁北との差を偏差あるいは偏角と呼ぶ）、磁石の針が指し示す南北を通る線を磁気子午線というが、この磁気子午線と物標と観測者とを結ぶ線との交角を磁針方位と呼ぶ。
さらに船などで現実に使用されている方位磁針は船内の鉄器などの設備や構造による磁気作用を受けているために磁極の方向（磁気子午線）とも差がある（この差を自差と呼ぶ）。この実際に方位磁針（船内の羅針儀など）が指し示している南北線と物標と観測者とを結ぶ線との交角を羅針方位と呼ぶ。
これらの偏差や自差などを加減することによって羅針方位から真方位を求め、また、真方位から羅針方位を求めることを方位の改正（法）と呼ぶ。
現代の地図では原則として北を上とする。ただし、壁や床に対し固定された案内図などでは、設置された方角に一致させることが多い。なお、方位を補正するため、地形図には磁針方位が数字で記されており、また、海図にはコンパス図（コンパスローズ）が描かれ真方位と磁針方位の差を容易に知ることができるようになっている。

## 平面における方位

### 方位の表現

#### 360°式
平面上では、北を基準とした角度で表現し、値を読み上げる方式が多く用いられる。この方式では、北を0° = 360°として時計回りに、東を90°、南を180°、西を270°とする、このように決められた水平面内での角度を方位角と呼ぶ。
航空機や船などが針路を指定する場合や、軍用機や艦艇が敵のいる方向を指定する場合にも使われる（250度の進路をとるならば「方位 2-5-0」）。

#### 90°式
天文学や測量で、正確な方位が必要なときは、東西南北を基準とし、その基準から時計回りの方向への差を角度で表す。北28度東 (N28E)・南15度西 (S15W) のように角度で表す方法である。

#### 点画式
点画式は円周を32等分する方位の表現形式である。まず、基準となる東西南北を四方点とし（4方位）、それぞれの中間を四隅点（8方位）、四方点と四隅点との中間を中間点（16方位）、さらに32等分する点を微点として32方位を構成する。ただし、32方位は通常の日常生活で用いるには細かすぎるため、4方位、8方位、16方位が用いられることが多い。
4方位平面上で基礎である四方は、上・下・左・右（絶対的方向）、或いは左・右・前・後（相対的方向）の四種類を指し、方位間隔は90°（直角）である。これら四種類の内、東西（左右）を幅または横、南北（前後）を奥行または縦という。しかし、東西南北と左右前後は、前面の位置により異なる。例えば、西が前となる場合には、南は左、北は右、東は後となる。四方に中央を加えて、五方（ごほう）という。5方位の発想は、特に古代中国の五行思想に由来すると言われ、五行と片手の指（五指）に因んだ数え方である。つまり、4要素に「中立」を意味する要素を加えて、5個で1組となる。
8方位8等分する場合は、東・西・南・北・北東・南東・北西・南西の8方向となり、方位間隔は45°である。これらの内、北東・南東・北西・南西、或いは右前・右後・左前・左後の4つの方位は四隅と呼ばれ、これらは45の倍数の内、奇数の方向である。地図上では、北を前として、以下のように割り振ることが一般的である。日本では、「八方美人」「八方塞がり」などのようにあらゆる方向という意味で「八方」の語が使われる場合がある。
16方位方位間隔は22°30′である。中間点の呼称は北北東・東北東などのように、四方点-四隅点の順に組み合わせることによって、該当する四方点と四隅点の中間であることを示す。
32方位方位間隔は11°15′であり、この角度を表す点という単位もある。微点の呼称は北微東・北東微北などのように、8方位-微-四方点の順に組み合わせることによって、8方位を基準としていずれの側に偏しているかを表す。北微東は「東寄りの北」、北東微北は「北寄りの北東」といった意味となる。日本の幕末期の艦船も航海には32方位を使用していた。
（参考）128方位方位間隔は2°48′45″である。咸臨丸や開陽丸の航海日誌には32方位よりさらに細かく32点法の1点間を2等分または4等分した「北微東1/2東（NbE1/2E）」や「北微東3/4東（NbE3/4E）」のような細かい方位の表示がみられる。
|                  |
| 四方             |
| 32方位（微点）   |
| 16方位（中間点） |
| 32方位（微点）   |
| 四隅             |
| 32方位（微点）   |
| 16方位（中間点） |
| 32方位（微点）   |

| 方位名   | 略字 |
| 北       | N    |
| -------- | ---- |
| 北微東   | NbE  |
| 北北東   | NNE  |
| 北東微北 | NEbN |
| 北東     | NE   |
| 北東微東 | NEbE |
| 東北東   | ENE  |
| 東微北   | EbN  |

| 方位名   | 略字 |
| 東       | E    |
| -------- | ---- |
| 東微南   | EbS  |
| 東南東   | ESE  |
| 南東微東 | SEbE |
| 南東     | SE   |
| 南東微南 | SEbS |
| 南南東   | SSE  |
| 南微東   | SbE  |

| 方位名   | 略字 |
| 南       | S    |
| -------- | ---- |
| 南微西   | SbW  |
| 南南西   | SSW  |
| 南西微南 | SWbS |
| 南西     | SW   |
| 南西微西 | SWbW |
| 西南西   | WSW  |
| 西微南   | WbS  |

| 方位名   | 略字 |
| 西       | W    |
| -------- | ---- |
| 西微北   | WbN  |
| 西北西   | WNW  |
| 北西微西 | NWbW |
| 北西     | NW   |
| 北西微北 | NWbN |
| 北北西   | NNW  |
| 北微西   | NbW  |

### 東洋の方位
東アジアでは、昔は十二支による以下の12方向の方位が用いられていた。それぞれの方位間隔は30°である。
| 十二支 | 十二支 | 十二支 | 十二支 | 十二支 | 十二支 | 十二支 | 十二支 | 十二支 | 十二支 | 十二支 | 十二支 |
| ------ | ------ | ------ | ------ | ------ | ------ | ------ | ------ | ------ | ------ | ------ | ------ |
| 子     | 丑     | 寅     | 卯     | 辰     | 巳     | 午     | 未     | 申     | 酉     | 戌     | 亥     |
| 北     |        |        | 東     |        |        | 南     |        |        | 西     |        |        |

また、八卦を用いた以下の八方向による方位が、特に易で用いられた。
| 坎 （かん） | 艮 （ごん）       | 震 （しん）   | 巽 （そん）       | 離 （り）     | 坤 （こん）       | 兌 （だ）   | 乾 （けん）       |
| 北 （きた） | 北東 （ほくとう） | 東 （ひがし） | 南東 （なんとう） | 南 （みなみ） | 南西 （なんせい） | 西 （にし） | 北西 （ほくせい） |

更に、十二支・八卦・十干を組み合わせた二十四方向の方位もあった（二十四山）。方位間隔は15°で、風水などの吉凶判断に利用される。
| 子 | 癸 | 丑 | 艮    | 寅 | 甲 | 卯 | 乙 | 辰 | 巽    | 巳 | 丙 | 午 | 丁 | 未 | 坤    | 申 | 庚 | 酉 | 辛 | 戌 | 乾    | 亥 | 壬 | 子 |
| 北 |    |    | 北 東 |    |    | 東 |    |    | 南 東 |    |    | 南 |    |    | 南 西 |    |    | 西 |    |    | 北 西 |    |    | 北 |

また、佐渡金山で使われた羅針盤では、二十四山を更に拡張して48方位に名前を付けていた。
この内、北（坎・子）、東（震・卯）、南（離・午）、西（兌・酉）を四方、北東（艮）、南東（巽）、南西（坤）、北西（乾）を四維という。
また、艮は丑（うし）と寅（とら）の間にあることから「うしとら」ともいう。同様に、巽は「たつみ」、坤は「ひつじさる」、乾は「いぬい」という。
四方位・八方位・十二方位との関連、または四方に置き換えられる物は、以下のように整理される。
| 方位   | 北             | 南       | 東        | 西         |
| 角度   | 0°= 360°       | 180°     | 90°       | 270°       |
| 十二支 | 子             | 午       | 卯        | 酉         |
| 八卦   | 坎             | 離       | 震        | 兌         |
| 季節   | 冬             | 夏       | 春        | 秋         |
| 時刻   | 0°= 24° 真夜中 | 12° 真昼 | 6° 夜明け | 18° 日暮れ |
| 四神   | 玄武           | 朱雀     | 青竜      | 白虎       |
| 四天王 | 多聞天         | 増長天   | 持国天    | 広目天     |
| 四色   | 黒             | 赤       | 青（緑）  | 白         |

#### 琉球王国の「針方角之割」の384方位
近世の琉球王国では、1737年から1750年に行われた元文検地の際に、方位磁石を用いた測量が行われており、それには「針方角之割」と称する全円を384等分（従って方位間隔は0.9375°（56′15″））した非常に精緻な方位の表現が用いられ、そのそれぞれの方位全てに漢字による名前が与えられていた。その規則は次の通り。
- 規則1 - 十二支による30°ごとの方位を基礎とする。
- 規則2 - 規則1による方位の中間の方位は、規則1の十二支による方位を基準に、「下中」を用いて15°時計回りに振った方位として示す。これによって24等分の方位の名称が定まる。
- 規則3 - 規則1・規則2によって定められた方位の中間の方位は、規則1の十二支による方位を基準に、「上小間」「下小間」を用いてそれぞれ7.5°（7°30′）反時計回り、7.5°時計回りに振った方位として示す。これによって48等分の方位の名称が定まる。
- 規則4 - 規則1・規則2・規則3によって定められた方位の中間の方位は、規則3の「上小間」「下小間」による方位を基準に、「左」「右」を用いてそれぞれ3.75°（3°45′）反時計回り、3.75°時計回りに振った方位として示す。これによって96等分の方位の名称が定まる。
- 規則5 - 残りの方位は、以上の諸規則による方位を基準に、「上寄」「少上寄」「少下寄」「下寄」を用いてそれぞれ1.875°（1°52′30″）反時計回り、0.9375°反時計回り、0.9375°時計回り、1.875°時計回りに振った方位として示す。ただしこのうち「上寄」「下寄」については規則1・規則2・規則3の十二支・「下中」・「上小間」「下小間」による方位を基準に用い、規則4の「左」「右」による方位に対しては用いないものとする。

なお、規則1による十二支の方位ちょうどまたはその前後2つの方位（規則5の「上寄」「少上寄」「少下寄」「下寄」を付けた方位）については、十二支の後ろに「方」を付ける。
次に例を挙げ、「子方」（真北）を0°としてそこから時計回りにとった角度を示すこととする。
- 「未方」 - 210°
- 「亥下中」 - 345°
- 「辰上小間」 - 112.5°（112°30′）
- 「酉下小間右」- 281.25°（281°15′）
- 「辰方上寄」 - 118.125°（118°7′30″）
- 「寅方少下寄」 - 60.9375°（60°56′15″）
- 「子下小間少下寄」 - 8.4375°（8°26′15″）
- 「丑下小間左少上寄」- 32.8125°（32°48′45″）
- 「巳上小間右少下寄」- 147.1875°（147°11′15″）
- 「午上小間下寄」- 174.375°（174°22′30″）
- 「酉下中少上寄」- 284.0625°（284°3′45″）

### クロックポジション
時刻を用いた表現として、アナログ時計の時計回りに東を3時（90°）、南を6時（180°）、西を9時（270°）、北を12時（360°）のように表現し、この表現方法をクロックポジションと言う。
クロックポジションは、視覚障害者へ説明する場合に用いられる場合があり、具体的には視覚障害者を時計の文字盤の中央に置き、視覚障害者から見て正面を指す場合は12時の方向とする。
船舶・航空機などの移動する乗り物では進行方向を12時として、12等分で目標事物の方位を伝える（具体例としては軍事行動やホエールウォッチングなどで用いられることがある）。これに対して、基地などの固定した事物からは真北を12時とする。

### 時計と太陽を使った方位測定
野外において目標物が存在せず、アナログ時計を所持している場合は太陽の向きと時計の短針（時針）から方角を割り出すことができる。北半球の中緯度地域の場合、太陽の方向に短針を合わせ、短針と文字盤の12時の位置との二等分角が南を示す。南半球の中緯度地域では逆に北を示すが、北・南半球とも高緯度地域や低緯度地域ではこの方法で正確に方角を割り出すのは困難である。

### 四方位の順序
漢字圏では本来は東・西・南・北の順。うち2つを組み合わせるときは、この順に合わせ「東西」「東南」「西北」「南北」のようにいう。
西欧語では北・南・東・西(英語だとNorth, South, East and West)の順。2つを組み合わせるときは、「東西(East and West)」「南東(Southeast)」「北西(Northwest)」「北南(North and South)」のようにいう。
現代日本語ではこの両系統が混用されている。

## 立体における方位
立体（三次元空間）においては、東・西・南・北・天・地の6つ、または左・右・前・後・上・下の6つが基礎的な方位となり、六方と総称される。
これら6つの方位の内、東西（左右）を幅または横、南北（前後）を奥行または縦、天地（上下）を高さまたは深さという。6つの方位は互いに直角に交差し、それぞれの方向で面を構成する。
なお、平面の場合と同様に、東西南北天地と左右前後上下の位置関係は、相対的に異なる。
六方を象徴する物としては、正六面体（さいころ）や室が代表的であり、建造物は一般に六面体で造られる。家屋は、上面を二分して七面体（＝五角柱）で造られる例が多いが、上面を一面構成にして六面体で造られる例もある。

### 立体における四隅
立体における四隅は、4方面 × 3次元で12種類（東西南北、東西天地、南北天地の組み合わせ）となる。6つの基礎方位（90°）に12の隅（45°）を加えると、計18種類となる。
この内、六方に#8方位における四隅を加えた10種類の方位は十方（じっぽう）と総称され、八角柱（＝十面体）で形容される。